# Ок-Теді (річка)
Ок-Теді (англ. Ok Tedi) — річка на острові Нова Гвінея, протікає територією Західної провінції Папуа Новій Гвінеї і тільки на ділянці довжиною близько 1 км перетинає кордон з провінцією Папуа, Індонезії. Впадає у річку Флай. Має довжину близько 185 км.

## Історія
Своєю назвою, Ок-Теді завдячує представниками папуаського племені йонггом, яке проживає на правому березі річки. Ок в перекладі з однієї із місцевих мов означає вода, річка. Європейський першовідкривач Луїджі д'Альбертіс назвав цю річку «Еліс» (англ. Alice River). Ок-Теді є правою притокою річки Флай.

## Географія
Витік річки розташований високо у горах Стар, на кордоні провінцій Сандаун і Західної, в західній частині Папуа Нової Гвінеї. Вона тече в південному напрямку і впадає у річку Флай, за 20 км на захід — південний захід від поселення Кюнґа.
Починаючи свій витік на висоті 1619 м, у своєму верхів'ї протягом 30-35 км спускається до висоти 400 м, а далі у своїй середній і нижній течії, до самого гирла протікає широкою рівниною, зарослою густим, важкопрохідним лісом.
Ок-Теді має дуже швидку течію, особливо у верхів'ї. Піщані ґрунти рівнинної частини русла, роблять його дуже нестійким, через це річка часто, надзвичайно швидко, змінює напрямок течії. Рев річки чути на багато кілометрів в окрузі, не зважаючи на густі, непрохідні джунглі.
Незважаючи на відносно невелику довжину, завдячуючи великій кількості опадів по всій довжині русла, а особливо у верхів'ї, у горах Стар, які вважаються одним із найбільш дощових місць на землі (понад 10 000 мм/рік), Ок-Теді є однією із найбільш багатоводних і швидкоплинних річок Папуа Нової Гвінеї.
Найбільший населений пункт Західної провінції, Табубіл знаходиться на березі річки, у верхній її течії, біля підніжжя гір Стар.

## Екологія
З 1985 року місцеві компанії, що займаються розробками золота і міді в родовищі Ок-Теді Міне, яке розташоване у горах Стар, здійснювали неконтрольовані промислові викиди в річку, піддаючи її і навколишнє середовище сильному забрудненню. До 1992 року в неї було скинуто близько 501 млн тонн відкладів, пов'язаних з гірничодобувною промисловістю. В результаті місцевій екосистемі і здоров'ю населення було завдано величезної шкоди. У 1990-х роках проти гірничодобувної компанії BHP Billiton різними організаціями із захисту навколишнього середовища була розпочата викривальна кампанія, в результаті місцевому населенню по мировій угоді було виплачено $28,6 млн. Проте місцевий рудник «Ок-Теді Міне» не був закритий (це планується зробити тільки в 2012 році), і забруднення річки триває. Хоча, за рішенням суду, адміністрація рудника зобов'язана очистити забруднення до 2013 року. Відповідно до оцінок експертів, для повного очищення річки від токсичних відходів необхідно близько 300 років.

## Притоки
Річка має багато невеликих приток. Найбільші із них:
- ліві: Ок-Аріп, Ок-Март;
- праві: Ок-Мані, Ок-Ма (Ок-Мунга), Ок-Бірім